# Anthony Kiedis
Anthony Kiedis (Grand Rapids, Michigan, 1. studenog 1962.) je frontmen i pjevač rock grupe Red Hot Chili Peppers. Poznat i po nadimcima Cole Dammet, AK, Antoine the Swan i Tony Flow.

## Rani život i odrastanje
Kiedis je rođen 1. studenoga 1962. u Grand Rapidsu u Michiganu, kao prvo dijete Peggy Nobel i Johna Michaela Kiedisa, čija je obitelj emigrirala iz Litve. Egzotičan izgled: tamnu put, kosu i oči, naslijedio je od tatine mame Molly Vandenveen, koja ima engleske, irske, francuske, nizozemske i mohikanske krvi.
Njegovi roditelji su se doselili u Los Angeles i razveli se kad su mu bile tri godine. S majkom, koja se preudala, vratio se u Michigan gdje je željno iščekivao praznike kad će posjetiti oca, neuspješnog filmskog redatelja, ali uspješnog dilera droge, među čijim mušterijama su bile mnoge filmske i rock-zvijezde, sportaši i brojne starlete. Naravno, u takvom okruženju Anthonyjevo djetinjstvo bilo je daleko od normalnog.
- Kad su mi bile četiri godine, tata i ja smo hodali niz Sunset Strip, kad je on odjednom stao i lagano mi otpuhnuo dim marihuane u lice - prisjeća se svog prvog susreta s drogom. Tijekom posjeta Kaliforniji otac ga je vodio i na prve koncerte. Slušali su grupu Deep Purple i pjevača Roda Stewarta, sjeća se Kiedis. Zadivljen ocem, kad mu je bilo 11 godina nekako je uspio nagovoriti mamu neka ga pusti da živi s njim u Los Angelesu. Sljedeće godine prvi put je probao drogu: prvi joint mu je zamotao otac. John Kiedis nije stao na tome. Sinu je "namjestio" i svoju djevojku, 18-godišnju crvenokosu Kimberly, s kojom je Anthony izgubio nevinost. 
No, iako se trudio preobraziti sina u muškarca, otac očito nije imao previše vremena za normalan odgoj. Anthonyjevi zamjenski roditelji postali su očevi holivudski prijatelji, pjevač Sonny Bono i njegova djevojka Connie, s kojom je bio u vezi nakon razlaza s Cher.
Vrata njegove kuće uvijek su mu bila otvorena. Bono mu je kupovao skupe darove, poput skija i pancerica, vodio ga je na skijanje, a posluga bi mu skuhala što god je poželio. Za to vrijeme je John Kiedis, kojeg su njegove mušterije poznavale pod nadimkom Pauk, s dilanja marihuane prešao na unosniji posao - raspačavanje kokaina. 
Kad bi zajedno izlazili, osim što bi se slično odjenuli, Pauk bi Anthonyju natočio malu čašu piva i dao mu malo praha iz kapsule tuinala (tableta za smirenje), pa bi se tako pripremljeni uputili u restoran Rainbow, u kojem su im se za stolom često pridružili i Keith Moon, bubnjar grupe The Who, članovi Led Zeppelina ili Alice Cooper. Naravno, Anthony je bio jedino dijete u tom društvu koje se nastavljalo zabavljati do jutra.
Začudo, iako je gotovo svaku noć bio neispavan, ujutro je redovito odlazio u školu Emerson u Westwoodu, u kojoj se od svih predmeta najviše veselio engleskom.
- Imaš dar za pisanje. Mislim da bi trebao biti svjestan toga i nešto učiniti da to razvijaš - rekla mu je učiteljica Jill Vernon u sedmom razredu, a njezine riječi su mu poput zvona cijeli život odzvanjale u glavi. Uz pisanje bio je talentiran i za ljubavne avanture: dok su njegovi vršnjaci samo sanjali o seksualnim pothvatima, on je s 14 godina spavao s dvije djevojke, 24-godišnjom Becky, bivšom curom očeva prijatelja, te kolegicom iz razreda, Japankom Grace.

## Prvi glumački angažmani
Kad je Pauku dosadilo dilanje, upisao je glumu u institutu Leeja Strasberga, a njegovim stopama krenuo je i sin: pohađao je satove glume za djecu. John Kiedis promijenio je ime u Blackie Dammett, a Anthony je postao Cole Dammet i, za razliku od oca, počeo dobivati male uloge u filmovima, dječjim emisijama i reklamama. Kad je saznao da je izabran za ulogu sina glavnog junaka (glumio ga je Sylvester Stallone) u filmu "F.I.S.T", istrčao je iz kuće i pjevao glazbenu temu iz "Rockyja". Iako se na platnu vidio samo jednu sekundu, Kiedis je bio sretan. No, bio je očajan kad je saznao da nije dobio veću ulogu u filmu "American Hot Wax", priču o rokeru Buddyju Hollyju, za koju se pomno pripremao.
- Te noći me Connie odvela prijateljevoj kući, gdje smo ušmrkavali koku, pušili marihuanu, nalijevali se pićem i pričali kako ćemo sve pobijediti na sljedećoj audiciji te kako sam ja najveća filmska zvijezda koju je ovaj grad ikad vidio - piše Anthony Kiedis.

## Početak ovisnosti o drogama
Kokain mu je prvi ponudio očev prijatelj, a nedugo zatim, na nekom tulumu, na koji ga je također odvela Connie, odrasli su ga ostavili s crtom najjačeg kineskog heroina koji je on sam ušmrkao. Odrasle je uhvatila panika, bili su uvjereni da se predozirao, no Anthony se, osim stoje povratio, na heroinu osjećao blaženo. I tako je, kao 14-godišnjak, započeo "prijateljstvo" s heroinom, s kojim će proživljavati agoniju još dugih 25 godina - koliko je trajala njegova narkomanska ovisnost. Prekretnica u njegovom životu dogodila se nakon što se upisao u srednju školu Fairfax. U to doba se počeo sve češće sukobljavati s ocem. Zarađivao je više od njega, pa je otac tražio da mu plaća najamninu, uzimao mu je 20 posto od zarade kao njegov menadžer i pokušavao mu ograničiti izlaske, pa je Anthony Kiedis jedino rješenje vidio u tome da se preseli kod prijatelja.

## Glazbeno usmjerenje
U školi je, naime, upoznao niskog, krezubog klinca, duge kose i luđačkog pogleda, koji nikud nije išao bez svoje trube. Bio je to Michael Balzary, poznatiji pod nadimkom Flea, koji mu je otkrio novi svijet - svijet jazza i s kojim je ostao povezan neraskidivim vezama cijeli život. Nekoliko mjeseci kasnije upoznao je Hillela Slovaka, gitarista grupe Anthym. Sa Slovakom je pričao o glazbi, upoznao ga je i s Fleaom, a troje prijatelja zabavljalo se raznim opasnim vratolomijama. S krova zgrade su, na primjer, skakali u bazen. Kiedis je jednom nastradao, pao na beton i zamalo ostao nepokretan.
- Rekli su mi da su mi se kralješci spljoštili poput palačinki i da ću zbog toga morati mjesec dana nositi steznik - prisjetio se boravka u bolnici. Kad se oporavio, Slovak ga je angažirao da najavljuje Anthym na koncertima, dok je Flea postao basist tog sastava. Začudo, iako je danonoćno tulumario, Kiedis je u školi bio odlikaš.
- Pušio sam tone marihuane, uzimao pilule i preko vikenda se opijao. Ali nikada nisam izostao iz škole i imao sam sve petice - rekao je.
U srednjoj školi najviše je volio prvi album grupe Blondie, a kad je u klubu Tropicana upoznao pjevačicu sastava, Deborah Harry, prišao joj je i zaprosio je, no ona mu je rekla da je već udana za gitarista grupe.

## Studij i nastanak sastava Red Hot Chili Peppers
Nakon srednje škole Kiedis je upisao sveučilište UCLA, no više vremena je provodio obilazeći rock-klubove i drogirajući se sa Slovakom i Fleaom. Osnovali su i sastav Spigot Blisters and the Chest Pimps, no bez mnogo uspjeha. Da preživi, radio je kao dostavljač, konobar, čak i kao dadilja - iako je teško zamisliti da bi mu tko povjerio dijete na čuvanje. 
U jesen 1981. odlučio je prekinuti studij te sa Slovakom i Fleaom osnovao grupu - Tony Flow and the Miraculous Masters of Mayhem, koja je prvi put nastupila 1983. u klubu Grande Room u ulici Melrose.
- Bio sam toliko nabijen energijom da sam napravio kolut u zraku. I tad smo eksplodirali. Dotad nitko nije obraćao pažnju na nas, no nakon toga sve su oči bile prikovane za pozornicu - opisao je taj nastup.
Te je noći Kiedis shvatio da ga glazba i nastupi ispunjavaju te da napokon nešto radi sa svrhom i razlogom. S dva najbolja prijatelja uselio se u kuću u ozloglašenoj ulici Leland Way, poznatoj i pod nazivom Ulica trave, jer je u njoj meksička mafija raspačavala marihuanu. Njihovu grupu, koja je nakon prvog nastupa promijenila ime u Red Hot Chili Peppers - dijelom po uzoru na starinske jazz-sastave koje je Flea poznavao, poput Red Hot Peppers klavirista Jellyja Rolla Mortona (1885. – 1941.), dijelom popub rock sastavu iz sedamdesetih Chilli Willi and The Red Hot Pepper - počeli su spominjati u rubrici L.A. Dee Dah u L.A. Weeklyju, u kojoj su se bilježila događanja na glazbenoj sceni.
- U jednom od prvih članaka u kojima je spomenuto moje ime povezali su me s "progresivnom njemačkom pjevačicom Ninom Hagen" - prisjeća se Kiedis vruće romanse, koja je trajala mjesec dana, nakon koje su ostali prijatelji.
Najpoznatija rana gaža grupe bila je u striptiz-klubu Kit Kat. Članove grupe, uključujući bubnjara Jacka Ironsa, očito je nadahnuto mjesto, pa su se odlučili na sceni pojaviti goli, samo s čarapama koje su im prekrivale muškost. Iako je publika ispočetka bila zgranuta, Peppersima će čarape postati zaštitni znak te će godinama poslije organizatori njihovih koncerata dodavati klauzule da moraju nastupiti - upravo tako razgolićeni. O njihovoj karijeri tada se počeo brinuti Lindy Goetz, a odvjetnik im je postao Eric Greenspan, utjecajne osobe u američkom glazbenom biznisu, pa su se pet mjeseci od debija probili na glazbenoj sceni L.A.-a.
I taman kad je izgledalo da će se ostvariti proročanske riječi Nine Hagen, "danas ste najljepši sastav koji sam vidjela, za pet godina svi će znati za vas, a za sedam godina bit ćete najveći sastav na svijetu", iz grupe su otišli Jack Irons i Hillel Slovak jer su svirali s još jednom grupom koja je potpisala diskografski ugovor. Kiedis i Flea su njihov odlazak doživjeli kao izdaju.
- Bio sam u šoku, osjećao sam se kao da mi je klavir prignječio srce. Zateturao sam, pao na kauč i zaplakao -otkrio je Kiedis koliko je bio ogorčen.

## Krize i problemi s drogom
U to se doba zaljubio u modnu dizajnericu Jennifer Brace, s kojom se uselio u zgradu Outpost, leglo dilera i narkomana, što se njemu činilo idealnim okruženjem.
- Moje ovisničke eskapade su se odrazile na sastav. Propustio bih probu i nestajao na neko vrijeme - priznao je poslije. Kad mu je Flea rekao da će i on napustiti sastav, u koji su u međuvremenu došli novi članovi, osjetio je grižnju savjesti i ozbiljno se prihvatio glazbe. Rezultat nije trebalo dugo čekati. Sastav je dobio priliku da snimi album za kuću EMI. No, unatoč obećanju, ponovno se počeo drogirati zajedno s Jennifer, izostajao je s proba i koncerata, pa je prvi album "Red Hot Chili Peppers" snimljen tek nakon poprilično vremena.
U najnezgodnije vrijeme, kad su trebali promovirati album, Kiedis se tijekom posjeta mami u Michigenu, kamo ga je pratila Jennifer Bruce, napio i automobilom se pri brzini od 150 kilometara na sat zabio u stablo. Zadobio je napuknuće lubanje i očne kosti, smrskane su mu neke kosti na licu, pa ga je plastični kirurg "skrpao" u vjernu kopiju po fotografiji, a Kiedis je s maskom na licu nastupio u New Yorku.
Njihova prva turneja "pokrila" je 60 gradova diljem Amerike, a na koncertu u Grand Rapidsu došla mu je mama Peggy, očuh Steve i Kiedisove dvije polusestre Julie i Jenny. Flea je na koncertu pokazao genitalije, a u lokalnim novinama tekst o njima objavljen je uz naslov "Da imam takvog sina, upucao bih ga".
Iako je volio Jennifer, Kiedis ju je varao na svakom koraku s obožavateljicama s kojima se, uz to, redovito i drogirao. Kao okorjeli narkoman, napravio bi sve za drogu: posuđivao je novac od Jennifer, prodavao stvari iz stana, dilerima pokušavao prodati prvu ploču sastava... U potra-gama za drogom pridružila bi mu se i prijateljica Kim Jones, na koju je Jennifer bila ljubomorna.
- Kim i ja probudili smo se kad je Jennifer razbila prozor spavaće sobe. Uletjela je unutra, vitlajući izrezbarenom toljagom Maya Indijanaca, s vrhom u obliku ptičje glave, i pokušala me ubiti.
Začudo, njihova romansa nije pukla tada, nego nešto poslije, kad je Kiedis saznao da je njegova draga spavala s Chrisom Fishom, klavijaturistom grupe Fishbone. Iako su se nakon mjesec dana pokušali pomiriti, nisu uspjeli. 
Ljubavni krah poklopio se i s poslovnim: zbog stalnog drogiranja i nepojavljivanja na probama, izbacili su ga iz sastava. Kiedis je otišao i nešto poslije, u 24. godini, odlučio se izliječiti od ovisnosti. Odletio je u Michigan gdje ga je dočekala majka i odvela ga u Vojsku spasa.
- Znao sam da će mi biti teško i da će me boljeti svaka, pa i najmanja koščica u tijelu. Dok se skidate s droge bole vas trepavice, obrve, laktovi, koljena, zglobovi, vrat, glava, leđa - opisuje to teško razdoblje.
Poslije dvadeset dana vratio se u maminu kuću. Tada se prvi put od svoje 12. godine nije drogirao. Nazvao je prijatelja Flea, koji ga je pozvao da se vrati u sastav. a potom je o svom iskustvu napisao pjesmu "Fight Like A Brave". Novi početak obilježila je i nova ljubav. Kiedis se zaljubio u 16-godišnju glumicu Ione Sky, no uz nju se, nakon što je 50 dana izdržao bez droge, ponovno počeo drogirati. Ione mu je, doduše, postavila uvjet da se drogira samo u kući, no Kiedisa je bilo teško sputavati. Dok je s Ione bio u kući iz snova u Orange Driveu, koju je unajmio za njih dvoje nakon što je na turneji zaradio 22.000 dolara, dogodila se tragedija: Slovak je u 25. godini umro od predoziranja. Mnogi, među njima i Slovakova obitelj, okrivljavali su Kiedisa za njegovu smrt jer su smatrali 
da ga je Slovak slijedio u svemu, pa i u drogiranju.
Umjesto na prijateljev sprovod, s Ione Sky je otišao u Meksiko i ponovno se pokušao izliječiti od ovisnosti. Tek nakon dva tjedna posjetio je prvi put prijateljev grob - i zaplakao, obećavši da se više neće drogirati. Obećanje je i održao, pet i pol godina nije taknuo drogu. Štoviše, osuđivao je nove članove sastava ako bi posegnuli za porocima. U to doba je prekinuo s Ionom.
- Nakon što sam se otrijeznio, nijedno od nas nije se priviklo na ono drago. Jednostavno sam bio previše podao.

## 1990-e do danas
U to doba, nakon četvrtog albuma, "Mother's Milk" (Majčino mlijeko) iz 1989., koji je brzo dosegnuo zlatnu nakladu, za sastav su se počele zanimati druge diskografske kuće pa su ubrzo potpisali za Warner. Jedan od najvećih hitova iz tog razdoblja, "Under The Bridge" nastao je dok se Kiedis vozio Los Angelesom i prisjećao vremena provedenog s Ione Sky, dok ga je za pjesmu "Could Have Lied" nadahnula nova ljubavna veza s irskom pjevačicom Sinead O'Connor. Upoznali su se 1989. na nekom europskom rock-festivalu, a kad ju je nedugo potom sreo u Los Angelesu, počeo se družiti s njom i njezinim sinom Jakeom. Obožavao ju je i svaki dan joj faksirao novu pjesmu, a kad mu je ona na telefonskoj sekretarici ostavila poruku da odlazi iz grada, bio je slomljen i snimio joj je pjesmu te je snimku u pet ujutro ubacio kroz otvor za poštu na njezinim vratima. Kad su se nekoliko godina poslije sreli na dodjeli nagrada MTV-a, samo su se pozdravili u prolazu.
Odmah nakon snimanja albuma "Blood Sugar Sex Magik", 1991., krenuli su na turneju na kojoj su im predgrupa bili Pearl Jam i Smashing Pumpkins. Više nisu svirali u malim dvoranama, nego na stadionima, a na jednoj turneji, na kojom im je predgrupa bila Nirvana, upoznao i je Kurta Cobaina. U to vrijeme počeo se viđati s redateljicom Sofijom Coppolom, koja se kasnije proslavila filmom "Izgubljeni u prijevodu". 
Njegova sljedeća djevojka bila je 17-godišnja manekenka Jamie Rishar koju je upoznao u New Yorku, na proslavi svog 31. rođendana. Njezin otac mu je ostavljao prijeteće poruke na sekretarici jer je Jamiejin bivši dečko rekao da Kiedis boluje od side, no nakon što je upoznao njezine roditelje, oni više nisu imali ništa protiv njihove veze. No, u to doba se nakon pet i pol godina vratio drogi. Nakon što mu se za posjeta zubaru svidio osjećaj omamljenosti od analgetika, nakon izlaska iz ordinacije popio je čak 25 tableta. U ponovnom poniranju u ovisnost nije ga omela ni vijest da je Kurt Cobain, kojeg je neizmjerno cijenio, počinio samoubojstvo. Posvetio mu je pjesmu "Tearjerker", a nitko od ljudi koji ga okružuju nije primijetio da se vratio drogi. Kad je Jaime otkrila da se drogira, obećao joj je da će se izliječiti, no nastavio se drogirati po hotelima i motelima. Napustila ga je kad je otkrila da nije održao obećanje, a on se ponovno prijavio na liječenje.
Za to vrijeme su se u njegovom životu redali uspješni albumi i turneje te putovanja: u Tajland, na Novi Zeland gdje je kupio kuću, u Indiju gdje je upoznao Dalaj-lamu. Ponovo se prilikom posjeta New Yorku zagledao u djevojku - Yohannu. I prvi put u životu spoznao što znači zaljubiti se u ovisnicu - u trenutku kad se on nije drogirao. Yohanna se uz njega sabrala i upisala studij modnog dizajna, no stalno ju je mučila ljubomora. Dakako, i on se povremeno vraćao drogi - jednom su se zajedno nadrogirali u hotelskoj sobi u San Franciscu, kad je njoj pozlilo pa je u panici nazvao 911. No, ni to ih nije zaustavilo - sve dok Kiedis nije ponovno odlučio riješiti se ovisnosti. 
Tada je, nakon četiri godine, prekinuo s Yohannom, kupio novu kuću na Hollywood Hillsu i krenuo na terapijske sastanke s bivšim ovisnicima. Od tada je promijenio još nekoliko djevojaka, s Red Hot Chili Peppersima snimio niz uspješnih albuma, a i dalje se bori protiv droge.
- Čitav sam život išao prečacem i sad se osjećam izgubljeno. Nemam izbora nego da dajem što više od sebe, da budem marljiv i predan, jer ne prođe niti jedan tjedan a da se ne poželim drogirati. No, poslije svih ovih godina u kojima sam prolazio kroz sve vrste ovisnosti, zalijetao se u drveće sa 150 na sat, skakao sa zgrada i preživljavao predoziranja i bolesti jetre, osjećam se bolje nego prije deset godina. Možda nosim pokoji ožiljak, ali ništa zato, još napredujem.

## Vanjske poveznice
- Službena stranica Red Hot Chili Peppersa